# Nemici (album)
Nemici è l'ottavo album in studio del rapper italiano Piotta, pubblicato il 14 aprile 2015 da La Grande Onda.

## Tracce
1. Nemici – 2:07
2. Logo – 2:40
3. Wot! (capitano mio capitano!) (feat. Captain Sensible) – 3:02
4. Who Is Pagnotta – 0:47
5. Kitty – 2:25
6. Rise Up (feat. Afrika Bambaataa & King Kamonzi from Universal Zulu Nation) – 3:19
7. Anvedi (feat. Brusco) – 3:37
8. BBW – 3:05
9. Caffè della pace – 1:00
10. Bella – 3:34
11. 7 vizi capitale (feat. Il Muro del Canto) – 4:01
12. Barbara (feat. Modena City Ramblers) – 3:22
13. Fascino & talento – 3:59

Tracce bonus
1. Spingo ancora
2. BBW (Uku RMX)